# Tropidurus erythrocephalus
Espèce
Statut de conservation UICN

 NT  : Quasi menacé
Tropidurus erythrocephalus est une espèce de sauriens de la famille des Tropiduridae.

## Répartition et habitat
Cette espèce est endémique de Bahia au Brésil. Elle vit dans les zones rocheuses du cerrado et de la forêt tropicale sèche.

## Publication originale
- Rodrigues, 1987 : Sistematica, ecologia e zoogeografia dos Tropidurus do grupo torquatus ao sul do Rio Amazonas (Sauria, Iguanidae). Arquivos De Zoologia (Sao Paulo), vol. 31, n. 3, p. 105-230.